# Lorenzo Mbiahou Kemajou
Lorenzo Mbiahou Kemajou né à Douala, Région du littoral Cameroun est un scénariste et réalisateur du cinéma camerounais.

## Biographie

### Enfance et Etudes
Lorenzo Mbiahou ne à Douala. Il fait ses études secondaires au lycée de Tsinga à Yaoundé et  arrête en classe de première, en suite il fait une formation en électronique avec son frère. Il fait une formation dans la société de production du réalisateur bassek ba kobhio puis travaille avec lui comme assistant-réalisateur. En 2011, il quitte le Cameroun pour la France et fait une formation à CinéDoc.

### Carrière
En 2004, il commence sa carrière dans le cinéma avec la réalisation de son court-metrage Aller Retour et Le Meilleur et le Pire en 2005.

## Prix
2014:mention spécial du jury du festival ciné sud en France,.

## Filmographie
- 2015:Les funérailles de mon père[5].

- 2014:La souffrance est une école de sagesse[5].

- 2013: (piste) Territoire partagé[5].

- 2013:Ngon Ju[5].

- 2013: En quête d'un espace[5].